# Saint-Blaise-la-Roche
Saint-Blaise-la-Roche (en alemany Sankt Blasius) és un municipi francès, situat a la regió del Gran Est, al departament del Baix Rin. L'any 1999 tenia 252 habitants.
Forma part del cantó de Mutzig, del districte de Molsheim i de la Comunitat de comunes de la Vall de la Bruche.

## Demografia
| 1962 | 1968 | 1975 | 1982 | 1990 | 1999 |
| ---- | ---- | ---- | ---- | ---- | ---- |
| 321  | 360  | 309  | 277  | 297  | 252  |

## Administració
| Període | Identitat      | Partit |
| ------- | -------------- | ------ |
| 2001-   | Bernard Enclos |        |